# Charles-Ferdinand d'Autriche-Teschen
Pour les articles homonymes, voir Charles de Habsbourg-Lorraine (homonymie).

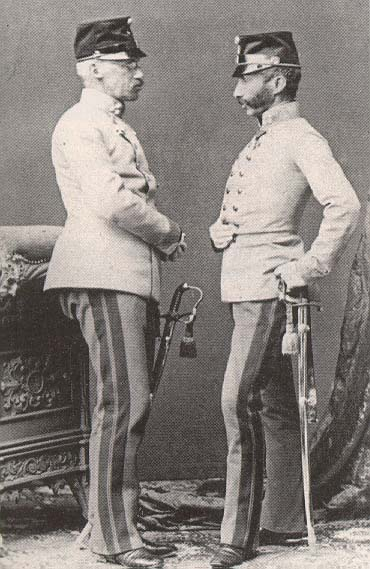
Charles-Ferdinand de Teschen (à droite) avec son frère Albert de Teschen

Charles-Ferdinand de Habsbourg-Lorraine, de la branche des ducs de Teschen, est né à Vienne le 29 juillet 1818 et décédé le 20 novembre 1874 à Židlochovice. C'est un membre de la Maison de Habsbourg-Lorraine et un militaire austro-hongrois, qui participe notamment à la répression du soulèvement tchèque de 1848.

## Famille
L'archiduc Charles-Ferdinand est le fils de l'archiduc Charles Louis d'Autriche (1771-1847) et de son épouse la princesse Henriette de Nassau-Weilbourg (1797-1829). 
L'empereur François-Joseph s'étant épris d'une de ses cousines de la branche palatine de Hongrie, l'archiduchesse Élisabeth, veuve du prince Ferdinand de Modène dont elle avait une fille. L'archiduchesse Sophie, mère de l'empereur, qui ne voulait pas d'une belle-fille hongroise, de surcroît veuve et déjà mère de famille, soutenu par l'archiduc Albert de Teschen, ordonna à l'archiduc Charles-Ferdinand - frère cadet de l'archiduc Albert - d'épouser ladite archiduchesse. 
Le 18 avril 1854, il épouse sa cousine l'archiduchesse Élisabeth de Habsbourg-Hongrie (1831-1903). De ce mariage naissent six enfants :
- François-Joseph (1855-1855) ;
- Frédéric (1856-1936), qui épouse, en 1878, la princesse Isabelle de Croÿ ;
- Marie-Christine (1858-1929), qui épouse, en 1879, le roi Alphonse XII ;
- Charles-Étienne (1860-1933), qui épouse, en 1886, sa cousine Marie-Thérèse de Toscane (1862-1933) ;
- Eugène (1863-1954), grand maître de l'ordre Teutonique ;
- Éléonore (1864-1864)